# 대한민국애국부인회 사건
대한민국애국부인회 사건(大韓民國愛國婦人會事件)은  1919년 전국 여성 조직인 대한민국애국부인회(회장 김마리아)가 일제 경찰에 적발되어 관련자들이 실형을 선고받은 사건이다. 대한애국부인회 사건, 애국부인회 사건, 김마리아 사건이라고도 한다.

## 사건 개요
1919년 3·1 운동 이후 민족 의식이 고양되면서 대한민국 임시정부와 연계되어 국내에서 운동 자금을 모금하기 위한 대조선독립애국부인회, 투옥 인사 옥바라지를 위주로 하는 오현관, 오현주 자매의 혈성부인회 등 여성들의 민족 운동 조직이 결성되었다. 황애덕이 1913년부터 운영해온 비밀 결사 송죽회도 있었다. 대부분 고등 교육을 받고 2·8 독립 선언이나 3·1 운동에 직간접적으로 참여한 여성들이 조직한 것이다. 이에 따라 여성 단체 통합 움직임이 자연스럽게 발생하면서 임시정부의 지도 하에 혈성부인회와 대조선독립애국부인회가 통합한 대한민국애국부인회(회장 오현주)가 결성되었다.
그러나 상하이를 방문했던 오현주의 남편 강낙원이 돌아와 독립 운동에서 손을 떼기를 권유하면서 오현주는 회장직을 사임했다. 이 무렵 3·1 운동에 가담해 구속되었던 김마리아, 황애덕이 출옥하여 대한민국애국부인회에 합류했다. 김마리아는 오현주와 정신여학교 시절부터 절친한 친구이며, 혈성부인회가 한 축으로 참가한 대한민국애국부인회에는 이들의 정신여학교 동창들이 대거 포함되어 있었다. 이들은 오현주가 갑자기 조직에서 발을 뺀데 대해 분개하고 그해 10월경 정신여학교 내에서 회합하여 김마리아를 새 회장으로 선출하는 등 조직을 재정비했다.
그러나 애국부인회가 채 계획한 활동을 개시하기도 전인 11월, 오현주는 강낙원과 함께 대구의 조선인 경찰인 유근수에게 대한민국애국부인회 조직을 밀고했다. 이 때문에 김마리아를 비롯한 대한민국애국부인회 인사들이 대구 형무소에 투옥되었고, 재판 끝에 관련자들은 실형을 선고 받았다. 조직이 와해된 것은 물론, 관련자 중 김마리아는 구금 중 고문으로 병을 얻었으며 또다른 정신여학교 친구인 신의경의 어머니가 홧병으로 사망 하는 등 체포된 이들은 많은 피해를 입었다.

## 대한민국애국부인회 조직 및 형량
- 회장: 김마리아 (징역 3년형)
- 부회장: 이혜경 (징역 1년형)
- 총무: 황애덕 (징역 3년형)
- 재무부장: 장선희  (징역 2년형)
- 적십자회장: 이정숙  (징역 2년형)
- 서기: 신의경  (징역 1년형), 김영순  (징역 2년형)
- 결사대장: 백신영 (징역 1년형)
- 대구지부장: 유인경 (징역 1년형)

## 같이 보기
- 정신여자고등학교

## 참고자료
- 대한민국 국가보훈처, 이 달의 독립 운동가 상세자료 - 김마리아 보관됨 2016-03-05 - 웨이백 머신, 1998년
- 박용옥 (2003). 《김마리아: 나는 대한의 독립과 결혼하였다》. 서울: 홍성사. ISBN 9788936506520.
- 반민족행위특별조사위원회, 오현주 심문조서 (1949년)
- 《동아일보》 (1920.4.23)